# برنس جونسون
برنس جونسون (بالإنجليزية: Prince Johnson) هو سياسي ليبيري، ولد في 6 يوليو 1952 في ليبيريا. حزبياً، نشط في الاتحاد الوطني للتقدم الديمقراطي. وقد انتخب عضو مجلس شيوخ ليبيريا ‏.